# Església parroquial de Sant Llorenç Màrtir
L'Església de Sant Llorenç Màrtir és un temple catòlic situat a la plaça de l'Església de Massalfassar (Horta Nord, País Valencià) i dedicat al patró del poble Sant Llorenç. El temple originari va ser construït l'any 1461. L'any 1997 s'iniciaren obres de rehabilitació i al mes de maig del 2007 va ser reinaugurada per l'arquebisbe de València.
El temple té la condició de Bé de Rellevància Local segons la Disposició Addicional Quinta de la Llei 5/2007, de 9 de febrer, de la Generalitat, de modificació de la Llei 4/1998, d'11 de juny, del Patrimoni Cultural Valencià (DOCV Núm. 5.449 / 13.02.2007).

## Estructura
Té una única porta d'accés, emmarcada per pilastres d'estil neoclàssic, estil que segueix la façana i resta de l'església. A dintre és d'una única nau de quatre trams amb capelles, la coberta és de volta de mig canó reforçada, descansa en pilastres d'estil jònic i corinti, amb una cornisa que recorre tota l'església.

## El campanar
Existeix a la dreta de l'edifici un bell campanar de planta quadrada que s'inicia amb una robusta paret. El rellotge és de pedra llisa, el cos de les campanes decorat exteriorment per columnes corínties, rematat per un gran cupulí.
Actualment té 4 campanes, les que estan catalogades com de major interés són les anomenades Paula i Sant Llorenç amb 30 cm i 16 kg, i 63 cm i 145 kg de diàmetre i de pes respectivament. Com a curiositat destacar que la que porta el nom del patró del poble, de l'any 1950, té l'epigrafia en valencià: Sant Llorenç pregueu per nosaltres, les altres dues són Maria Lorenza del Roser, de 1963 i 96 kg de pes, dissortadament refosa d'una campana barroca de 1740 i Cristo de la Protección de 1992 i 207 kg, ambdues sense cap interés ni valor.

## Història
L'any 1396 Massalfassar seria un poble de poc més de vint cases que no tenia parròquia. Per l'any 1442 el llaurador Pere Major es retirà a viure a Massalfassar i manà edificar una capella dedicada a Sant Llorenç. Tot i ser la capella a Massalfassar no hi havia dret de sepultura ni fossar, i calia traslladar-los a l'església de Massamagrell. El 1642 per evitar les cotitzacions a la parròquia de Massamagrell, els veïns de Massalfassar contractaren els serveis d'un frare del monestir de Sant Onofre de Museros, què feia de vicari i cantava missa al poble, i entre els anys 1682 i 1698 es realitzaren les obres de reforma i ampliació de l'antiga capella.
L'any 1714 Agustí Sobregondi, senyor de Massalfassar, costejà una campana per a l'església, dedicada a Sant Llorenç Màrtir amb el nom de Maria Manuela Llorença Baptista Agustina Àngela Margarita, i l'any 1733 l'església va disposar d'una nova campana costejada per la família de l'escultor Juli Capuz batejada amb el nom de Maria Sant Lluís.
Al segle xviii es decora l'església amb esgrafiats d'inspiració renaixentista, amb angelets i grotescos, en tons ocre, es va dotar de pila baptismal i dret de ser soterrat al subsòl o al fossar, i disposava ja de llibres sacramentals. A mitjan segle xix la volta del temple va cedir amenaçant ruïna, i va ser tancada al culte, i fins a l'any 1906 van allargar-se les obres del projecte de reconstrucció del temple, que va refer principalment els arcs, elevant la línia de la teulada 1,5 metres i reformant el campanar per donar-li l'aspecte actual.
L'any 1936, amb l'inici de la Guerra Civil, l'església patiria les conseqüències de la revolució social, amb la crema d'imatges i llibres parroquials, i l'any 1940 començà la reconstrucció del temple.